# Scolelepis girardi
Scolelepis girardi är en ringmaskart som först beskrevs av de Quatrefages 1843.  Scolelepis girardi ingår i släktet Scolelepis och familjen Spionidae. Inga underarter finns listade i Catalogue of Life.